# Habberley (Shropshire)
Habberley – wieś w Anglii, w hrabstwie Shropshire. Leży 13 km na południowy zachód od miasta Shrewsbury i 227 km na północny zachód od Londynu.